# Sloanea lamii
Sloanea lamii är en tvåhjärtbladig växtart som beskrevs av Albert Charles Smith. Sloanea lamii ingår i släktet Sloanea och familjen Elaeocarpaceae. Inga underarter finns listade i Catalogue of Life.